# Ferdinand Denzler
Ferdinand Émile Hilaire Denzler (Leoben, 16 novembre 1909 – La Croix-Valmer, 3 luglio 1991) è stato un pallanuotista svizzero che ha partecipato alle Olimpiadi di Berlino 1936.